# Велье (озеро, Опочецкий район)
Велье — озеро в Глубоковской волости Опочецкого района Псковской области. По западному берегу проходит граница со Звонской волостью.
Площадь — 5.0 км² (498,0 га, с островами (5 островов площадью 2 га) — 5,0 км² или 500 га). Максимальная глубина — 17,8 м, средняя глубина — 8,1 м.

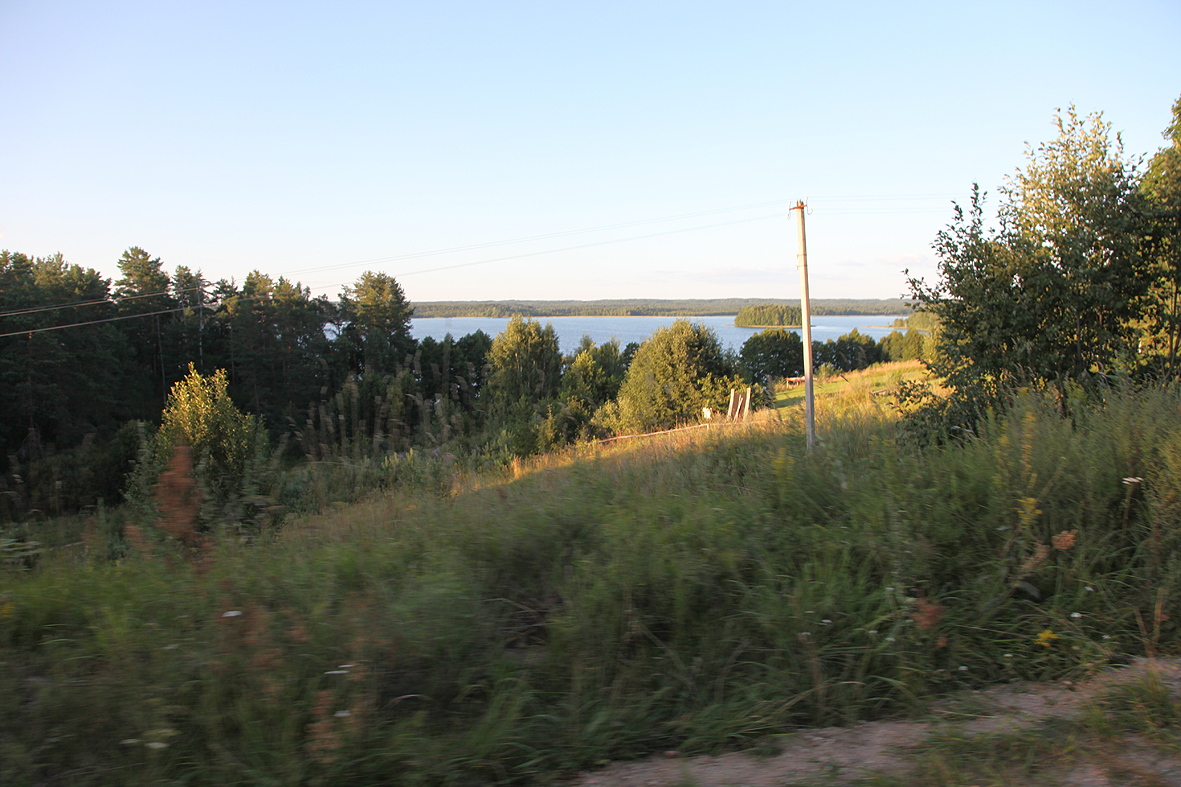
Озеро Велье. Вид от деревни Полеи

На берегу озера расположены деревни Заноги (Глубоковской волости) и Полеи (Звонской волости).
Проточное. Относится к бассейну реки Волошна, притока реки Черницы, которые в свою очередь относятся к бассейну Великой. Также протокой через ряд мелких озёр соединено с озером Кривым, находящимся более чем в 3 км на юг.
Тип озера лещово-уклейный с ряпушкой. Массовые виды рыб: лещ, ряпушка, щука, уклея, окунь, плотва, красноперка, густера, ерш, караси серебряный и золотой, линь, язь, пескарь, налим, сом (возможно), язь, елец, бычок-полкаменщик, вьюн, щиповка, угорь, пелядь (возможно), сиг (возможно); широкопалый рак (единично).
Для озера характерно: крутые и низкие, с отдельными заболоченными участками, берега (западный берег — отрог Бежаницкой возвышенности), в прибрежье — леса, луга, пашня, в профундали — ил, заиленный песок, песок, камни, песчано-каменистые нальи, в сублиторали и литорали — песок, заиленный песок, камни, галька; есть донные и береговые ключи. До 1980-х гг. прошлого века содержались маточные стада пеляди и чудского сига.